# I smyg
I smyg är en psalm vars text och musik är skriven av Tomas Boström. 
Musikarrangemanget i Psalmer i 2000-talets koralbok är gjort av Karl Göran Ehntorp.

## Publicerad som
- Nr 854 i Psalmer i 2000-talet under rubriken "Jesus Kristus - människors räddning".